# CD48
L'antigène CD48 (Cluster de Différenciation 48), aussi connu comme activateur des lymphocytes B marqueur (BLAST-1) ou molécule de signalisation de l'activation lymphocytaire 2 (SLAMF2), est une protéine qui, chez l'homme, est codée par le gène CD48.
CD48 est un membre de la sous-famille des CD2 de la superfamille des immunoglobulines (IgSF) qui comprend des protéines SLAM (signaling lymphocyte activation molecules), telles que CD84, CD150, CD229 et CD244. CD48 se trouve à la surface des lymphocytes et d'autres cellules immunitaires, à la surface des cellules dendritiques et des cellules endothéliales, et participe à l'activation et la différenciation des voies dans ces mêmes cellules.
CD48 a été la première protéine CD identifiée dans la transformation des lymphocytes B naïf,.